# Ronde van Romandië 2010
De Ronde van Romandië 2010 werd gehouden van 27 april tot en met 2 mei in Romandië, Zwitserland. De wielerwedstrijd bestond uit vijf etappes en een proloog. Winnaar was Alejandro Valverde. Op 31 mei 2010 werd hij echter door het TAS voor twee jaar wereldwijd geschorst, met terugwerkende kracht tot 1 januari 2010. Hierdoor ging de eindzege naar Simon Špilak.

## Etappe-overzicht
| Etappe  | Datum    | Etappe                     | Afstand      | Winnaar        | Leider         |
| ------- | -------- | -------------------------- | ------------ | -------------- | -------------- |
| Proloog | 27 april | Lausanne                   | 4,3 km (IT)  | Marco Pinotti  | Marco Pinotti  |
| 1e      | 28 april | Porrentryu - Fleurier      | 175,6 km     | Peter Sagan    | Peter Sagan    |
| 2e      | 29 april | Fribourg - Fleurier        | 171,8 km     | Mark Cavendish | Peter Sagan    |
| 3e      | 30 april | Moudon                     | 23,4 km (IT) | Richie Porte   | Michael Rogers |
| 4e      | 1 mei    | Vevey - Châtel-Saint-Denis | 157,9 km     | Simon Špilak   | Michael Rogers |
| 5e      | 2 mei    | Aubonne - Genève           | 121,8 km     | Igor Antón     | Simon Špilak   |

## Etappe-uitslagen

### Proloog
| Uitslag Etappe | Uitslag Etappe | Uitslag Etappe | Uitslag Etappe |
| rang           | renner         | land           | tijd           |
| -------------- | -------------- | -------------- | -------------- |
| 1              | Marco Pinotti  | Italië         | 5' 18"         |
| 2              | Peter Sagan    | Slowakije      | +0' 01         |
| 3              | Jérémy Roy     | Frankrijk      | + 0' 03        |
| 4              | Michael Rogers | Australië      | z.t.           |
| 5              | Rick Flens     | Nederland      | z.t.           |

| Tussenstand algemeen klassement | Tussenstand algemeen klassement | Tussenstand algemeen klassement | Tussenstand algemeen klassement |
| rang                            | renner                          | land                            | tijd                            |
| ------------------------------- | ------------------------------- | ------------------------------- | ------------------------------- |
|                                 | Marco Pinotti                   | Italië                          | 5' 18"                          |
| 2                               | Peter Sagan                     | Slowakije                       | +0' 01"                         |
| 3                               | Jérémy Roy                      | Frankrijk                       | + 0' 03"                        |
| 4                               | Michael Rogers                  | Australië                       | z.t.                            |
| 5                               | Rick Flens                      | Nederland                       | z.t.                            |

### Etappe 1
| Uitslag Etappe | Uitslag Etappe    | Uitslag Etappe | Uitslag Etappe |
| rang           | renner            | land           | tijd           |
| -------------- | ----------------- | -------------- | -------------- |
| 1              | Peter Sagan       | Slowakije      | 4u 50'21"      |
| 2              | Francesco Gavazzi | Italië         | z.t.           |
| 3              | Nicolas Roche     | Ierland        | z.t.           |
| 4              | Maxim Iglinsky    | Kazachstan     | z.t.           |
| 5              | Fabio Felline     | Italië         | z.t.           |

| Tussenstand algemeen klassement | Tussenstand algemeen klassement | Tussenstand algemeen klassement | Tussenstand algemeen klassement |
| rang                            | renner                          | land                            | tijd                            |
| ------------------------------- | ------------------------------- | ------------------------------- | ------------------------------- |
|                                 | Peter Sagan                     | Slowakije                       | 4u 55' 29"                      |
| 2                               | Marco Pinotti                   | Italië                          | +0' 09"                         |
| 3                               | Jérémy Roy                      | Frankrijk                       | + 0' 12"                        |
| 4                               | Michael Rogers                  | Australië                       | z.t.                            |
| 5                               | Rick Flens                      | Nederland                       | + 0' 14                         |

### Etappe 2
| Uitslag Etappe | Uitslag Etappe | Uitslag Etappe      | Uitslag Etappe |
| rang           | renner         | land                | tijd           |
| -------------- | -------------- | ------------------- | -------------- |
| 1              | Mark Cavendish | Verenigd Koninkrijk | 4u 28'59"      |
| 2              | Danilo Hondo   | Duitsland           | z.t.           |
| 3              | Robert Hunter  | Zuid-Afrika         | z.t.           |
| 4              | Lucas Haedo    | Argentinië          | z.t.           |
| 5              | Peter Sagan    | Slowakije           | z.t.           |

| Tussenstand algemeen klassement | Tussenstand algemeen klassement | Tussenstand algemeen klassement | Tussenstand algemeen klassement |
| rang                            | renner                          | land                            | tijd                            |
| ------------------------------- | ------------------------------- | ------------------------------- | ------------------------------- |
|                                 | Peter Sagan                     | Slowakije                       | 4u 55' 29"                      |
| 2                               | Marco Pinotti                   | Italië                          | +0' 09"                         |
| 3                               | Jérémy Roy                      | Frankrijk                       | z.t.                            |
| 4                               | Danilo Hondo                    | Duitsland                       | 0' 11"                          |
| 5                               | Michael Rogers                  | Australië                       | + 0' 12"                        |

### Etappe 3
| Uitslag Etappe | Uitslag Etappe     | Uitslag Etappe | Uitslag Etappe |
| rang           | renner             | land           | tijd           |
| -------------- | ------------------ | -------------- | -------------- |
| 1              | Richie Porte       | Australië      | 30' 54"        |
| 2              | Alejandro Valverde | Spanje         | +0' 26"        |
| 3              | Vladimir Karpets   | Rusland        | + 0' 27"       |
| 4              | Michael Rogers     | Australië      | + 0' 28"       |
| 5              | Denis Menchov      | Rusland        | + 0' 31"       |

| Tussenstand algemeen klassement | Tussenstand algemeen klassement | Tussenstand algemeen klassement | Tussenstand algemeen klassement |
| rang                            | renner                          | land                            | tijd                            |
| ------------------------------- | ------------------------------- | ------------------------------- | ------------------------------- |
|                                 | Michael Rogers                  | Australië                       | 9u 56' 03"                      |
| 2                               | Alejandro Valverde              | Spanje                          | +0' 02"                         |
| 3                               | Vladimir Karpets                | Rusland                         | + 0' 05"                        |
| 4                               | Artem Ovechkin                  | Rusland                         | + 0' 07"                        |
| 5                               | Denis Menchov                   | Rusland                         | + 0' 09"                        |

### Etappe 4
| Uitslag Etappe | Uitslag Etappe     | Uitslag Etappe | Uitslag Etappe |
| rang           | renner             | land           | tijd           |
| -------------- | ------------------ | -------------- | -------------- |
| 1              | Simon Špilak       | Slovenië       | 4u 03' 25"     |
| 2              | Peter Sagan        | Slowakije      | +0' 13"        |
| 3              | Philippe Gilbert   | België         | z.t.           |
| 4              | Hubert Dupont      | Frankrijk      | + 0' 15"       |
| 5              | Alejandro Valverde | Spanje         | +0' 22"        |

| Tussenstand algemeen klassement | Tussenstand algemeen klassement | Tussenstand algemeen klassement | Tussenstand algemeen klassement |
| rang                            | renner                          | land                            | tijd                            |
| ------------------------------- | ------------------------------- | ------------------------------- | ------------------------------- |
|                                 | Michael Rogers                  | Australië                       | 14u 01' 48"                     |
| 2                               | Alejandro Valverde              | Spanje                          | +0' 01"                         |
| 3                               | Simon Špilak                    | Slovenië                        | + 0' 05"                        |
| 4                               | Vladimir Karpets                | Rusland                         | + 0' 07"                        |
| 5                               | Denis Menchov                   | Rusland                         | + 0' 11"                        |

### Etappe 5
| Uitslag Etappe | Uitslag Etappe      | Uitslag Etappe | Uitslag Etappe | Uitslag Etappe |
| rang           | renner              | land           | tijd           |                |
| -------------- | ------------------- | -------------- | -------------- | -------------- |
| 1              | Alejandro Valverde* | Spanje         | 3u 36' 19"     |                |
| 2              | Igor Antón          | Spanje         | z.t.           |                |
| 3              | Simon Špilak        | Slovenië       | z.t.           |                |
| 4              | Denis Menchov       | Rusland        | z.t.           |                |
| 5              | Tiago Machado       | Portugal       | + 0' 23"       |                |

| Algemeen klassement | Algemeen klassement | Algemeen klassement | Algemeen klassement |
| rang                | renner              | land                | tijd                |
| ------------------- | ------------------- | ------------------- | ------------------- |
|                     | Alejandro Valverde* | Spanje              | 17u 37' 55"         |
| 2                   | Simon Špilak        | Slovenië            | +0' 11"             |
| 3                   | Denis Menchov       | Rusland             | + 0' 21"            |
| 4                   | Michael Rogers      | Australië           | + 0' 35"            |
| 5                   | Vladimir Karpets    | Rusland             | + 0' 42"            |

* Alejandro Valverde werd op 31 mei 2010 voor 2 jaar geschorst door het TAS, met terugwerkende kracht tot 1 januari 2010. Hierdoor wordt hij uit het algemene klassement geschrapt, alsook uit de rituitslagen.

## Nevenklassement

### Bergklassement
| Eindklassement | Eindklassement | Eindklassement   | Eindklassement     | Eindklassement |
| rang           | renner         | land             | ploeg              | punten         |
| -------------- | -------------- | ---------------- | ------------------ | -------------- |
| 1              | Thibaut Pinot  | Frankrijk        | Française des Jeux | 54             |
| 2              | Chad Beyer     | Verenigde Staten | BMC Racing Team    | 24             |
| 3              | Denis Menchov  | Rusland          | Rabobank           | 18             |

### Puntenklassement
| Eindklassement | Eindklassement     | Eindklassement   | Eindklassement     | Eindklassement |
| rang           | renner             | land             | ploeg              | punten         |
| -------------- | ------------------ | ---------------- | ------------------ | -------------- |
| 1              | Chad Beyer         | Verenigde Staten | BMC Racing Team    | 18             |
| 2              | Alejandro Valverde | Spanje           | Caisse d'Epargne   | 12             |
| 3              | Jérémy Roy         | Frankrijk        | Française des Jeux | 6              |

### Jongerenklassement
| Rang | Renner       | Land        | Ploeg          | Tijd       |
| ---- | ------------ | ----------- | -------------- | ---------- |
| 1    | Simon Špilak | Slovenië    | Lampre         | 17h 38'06" |
| 2    | Marcel Wyss  | Zwitserland | Team Columbia  | +1'17"     |
| 3    | Peter Sagan  | Slowakije   | Liquigas-Doimo | +2'21"     |